# Roger W. Tracy
Roger Walker Tracy (* 20. Januar 1903 in Columbus, Ohio; † 9. November 1964 ebenda) war ein US-amerikanischer Politiker (Republikanische Partei). Er war acht Jahre lang Treasurer of State von Ohio und zwei Jahre lang Auditor of State von Ohio.

## Werdegang
Über Roger Walker Tracy ist nicht viele bekannt. Er war der jüngste Sohn von Alnore Anne Arnold (1869–1921) und des Auditors of State von Ohio Joseph T. Tracy. Nach dem United States Census von 1910 hatte er vier ältere Geschwister: Stanley B. (15 Jahre alt), Helen W. (13 Jahre alt), Christine L. (11 Jahre alt) und Julietta G. (9 Jahre alt). Tracy war mit Elizabeth Wahlquist (1911–1961) verheiratet, Tochter von Estelle und Charles B. Wahlquist. Das Paar hatte mindestens einen Sohn namens Roger W. (1938–2007), der später Commissioner im Franklin County war und Ohio Tax Commissioner. Roger Walker Tracy war von 1951 bis 1959 Treasurer of State von Ohio und von 1963 bis 1964 Auditor of State von Ohio. Er nahm 1964 als Delegierter an der Republican National Convention teil. Nach seinem Tod 1964 in Columbus wurde er dort auf dem Union Cemetery beigesetzt.